# Burdivka, Rozdilna
Burdivka (în ucraineană Бурдівка) este un sat în comuna Rozdilna din raionul Rozdilna, regiunea Odesa, Ucraina.

## Demografie
Componența lingvistică a localității Burdivka
     Ucraineană (91,36%)
     Rusă (7,07%)
     Română (1,44%)
Conform recensământului din 2001, majoritatea populației localității Burdivka era vorbitoare de ucraineană (91,36%), existând în minoritate și vorbitori de rusă (7,07%) și română (1,44%).